# 第一扎利夏

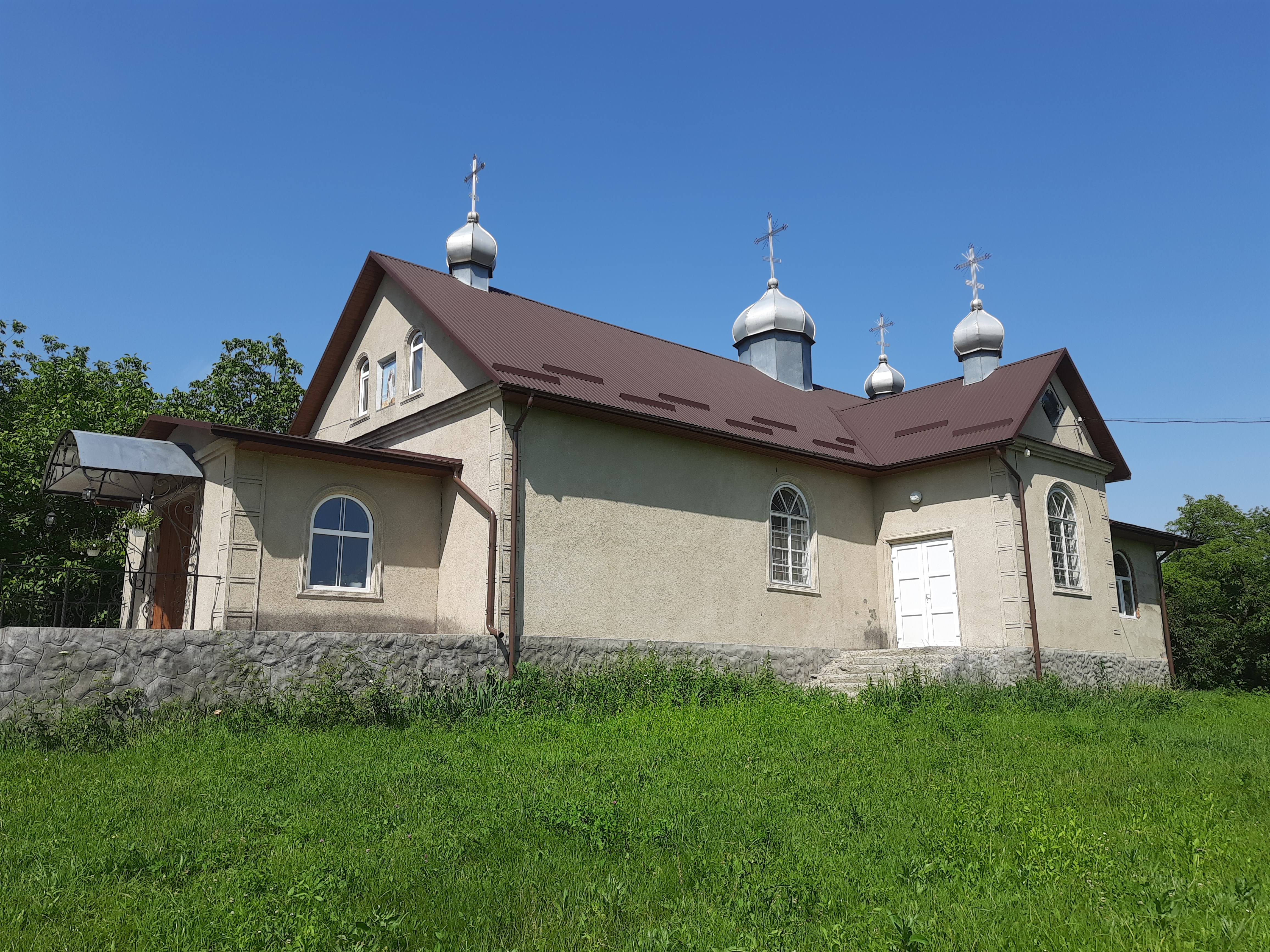
教堂

第一扎利夏（烏克蘭語：Залісся Перше），是烏克蘭西部赫梅利尼茨基州卡緬涅茨-波多利斯基區奥里宁市镇内的村落。始建於1410年，面積2.42平方公里，2001年人口1,188，人口密度每平方公里491.3人。